# آوان-آوونی
آوان-آوونی (به فرانسوی: Avanne-Aveney) یک کمون در فرانسه است که در canton of Boussières واقع شده‌است. آوان-آوونی ۸٫۶۲ کیلومتر مربع مساحت دارد.